# Corotú Civil
La comunidad de Corotú Civil pertenece al corregimiento de  Baco, distrito de Barú, provincia de Chiriquí, República de Panamá.
Su fecha de fundación no es exacta debido a que eran asentamientos de las fincas bananeras. 
Corotú Civil se localiza al suroeste de esta provincia, 75km de la ciudad de David, sobre una llanura arenosa a orillas del Río Chiriquí Viejo lo cual determina que su clima sea caluroso y bastante húmedo. En la época de lluvias, cuando estas son torrenciales ha tenido problemas de inundaciones por el desbordamiento del río.
La topografía en esta zona del país es bastante llana, se encuentra a unos 26 metros sobre el nivel del mar.
La economía del pueblo radica en el cultivo del banano para la exportación y plátanos.
El acceso para los habitantes de Corotú Civil a los servicios básicos es completa y permanentemente. También, hay que destacar que consta con una escuela construida en el último quinquenio de la década de los 90 y con ayuda de Banistmo, banco panameño, se le dotó de agua de pozo y de infraestructuras que mejorarón sus condiciones.
- Datos: Q5390371